# François-Henri Pinault
Pour les articles homonymes, voir Pinault.
Pour les articles ayant des titres homophones, voir Pinaud et Pinot.
François-Henri Pinault, né le 28 mai 1962 à Rennes, est un dirigeant d'entreprise et milliardaire français. Il dirige le groupe de luxe Kering (Gucci, Yves Saint Laurent, Balenciaga, Bottega Veneta, Creed) depuis 2005, et la société familiale Artémis (Kering, Château Latour, Christie's, Stade Rennais FC, Pinault Collection, Artémis Domaines, Ponant, Creative Artists Agency) depuis 2003.
Son père Francois Pinault est le fondateur du groupe Pinault-Printemps-Redoute (PPR) devenu Kering en 2013. Il est marié à l'actrice et productrice libano-américano-mexicaine Salma Hayek depuis 2009,.

## Biographie

### Origines et études
Francois-Henri Pinault est le fils de François Pinault et de Louisette Gautier. Son père est le fondateur et PDG du groupe Pinault-Printemps-Redoute (PPR) devenu Groupe Kering. Né François Pinault, en raison d'une tradition familiale de donner à un des enfants masculins le prénom du père, il change son prénom en François-Henri Pinault pour éviter la confusion lorsqu'il commence à travailler dans le groupe familial. Ses parents se séparent quand il a deux ans. Il grandit à Rennes avec sa mère, sa sœur aînée Laurence (née en 1961) et son frère cadet Dominique (né en 1963). Il voit alors son père un week-end sur deux.
François-Henri Pinault est scolarisé au lycée privé catholique Saint-Vincent Providence de Rennes puis à 17 ans, il rejoint son père qui s'est entre-temps installé à Paris . Il étudie en terminale au Collège Stanislas, un lycée privé catholique. Il suit une classe préparatoire à IPESUP puis sort diplômé d'HEC Paris en 1985. S'adonnant à la programmation informatique, il effectue un stage de développeur de bases de données à Hewlett-Packard à Paris.
Après l'obtention de son diplôme, François-Henri Pinault effectue son service national au sein du poste d'expansion économique (service d'appui aux entreprises) du consulat général de France à Los Angeles, période pendant laquelle il est notamment chargé d'analyser les tendances de la mode et des nouvelles technologies aux États-Unis,. Il songe alors à rester travailler aux États-Unis, mais son père le convainc de rentrer en France, lui indiquant alors qu'il est appelé à terme à lui succéder.

### Débuts de carrière (1987-2003)
François-Henri Pinault commence sa carrière au sein du groupe familial en 1987 comme vendeur chez Pinault Distribution (importation et distribution de bois), au dépôt d'Évreux. Sa carrière commence à la base ; son père commente : « Les diplômes c'est bien, mais il fallait qu'il comprenne tous les métiers, qu'il voie ce que c'est d'être un employé comme les autres ». En 1988, il devient responsable de la centrale d'achat de l'entreprise. En 1989, il devient directeur général de France Bois Industries, puis de Pinault Distribution en 1990,. En 1993, il est nommé président de CFAO. En 1997, il devient président-directeur général de la Fnac et lance le site Fnac.com la même année. En décembre 1998, il est nommé membre du conseil d'administration du groupe Bouygues.
En avril 2000, François-Henri Pinault quitte la Fnac pour devenir directeur général adjoint du groupe PPR, chargé du commerce électronique, puis entre à son conseil de surveillance en janvier 2001.

### Succession à la tête du groupe Pinault (depuis 2003)
En mai 2003, il devient vice-président de PPR et président d'Artémis, holding qui gère les actifs de la famille Pinault. Le 19 mai 2005, il devient président-directeur général du groupe PPR. Depuis sa prise de contrôle de Gucci et d'Yves Saint Laurent en 1999, le groupe se désengage progressivement de la distribution et effectue des acquisitions dans le secteur du luxe (Boucheron, Balenciaga, Bottega Veneta). Il poursuit cette transformation avec notamment les cessions de Printemps, Conforama, CFAO, la Fnac, La Redoute, et les acquisitions de Qeelin, Brioni, Christopher Kane, Pomellato,. Il crée la fondation Kering en 2009 qui combat les violences faites aux femmes et organise le programme annuel Women In Motion en 2015 (avec le festival de Cannes, puis les Rencontres d'Arles à partir de 2019). Favorable au progrès écologique, il implémente dans le fonctionnement de Kering le « compte résultat environnemental » qui mesure et monétise l'impact environnemental d'une entreprise de bout-en-bout de sa chaîne d'approvisionnement,. Il a misé sur des directeurs artistiques peu connus comme Alessandro Michele chez Gucci et Demna Gvasalia chez Balenciaga en 2015, puis Daniel Lee chez Bottega Veneta en 2018. De 2004 à 2014, le chiffre d'affaires du groupe est divisé par deux, mais sa rentabilité est multipliée par trois. En 2016, il déménage le siège du groupe dans l'ancien hôpital Laennec, un monument historique du XVIIe siècle situé dans le 7e arrondissement de Paris. En 2013, il renomme le groupe PPR en Kering et se concentre sur son développement organique. Ses principales marques traversent un ou plusieurs cycles de croissance, dont Gucci qui atteint un chiffre d'affaires de 10 milliards d'euros en 2022, et la division lunetterie du groupe créée en 2013 qui passe la barre des 1,5 milliard d'euros de chiffre d'affaires en 2023.

Sur mandat du président Emmanuel Macron, il présente le Fashion Pact au G7 à Biarritz en 2019 visant à atteindre zéro émission nette de CO2 en 2050 et signé par 56 groupes de la mode.

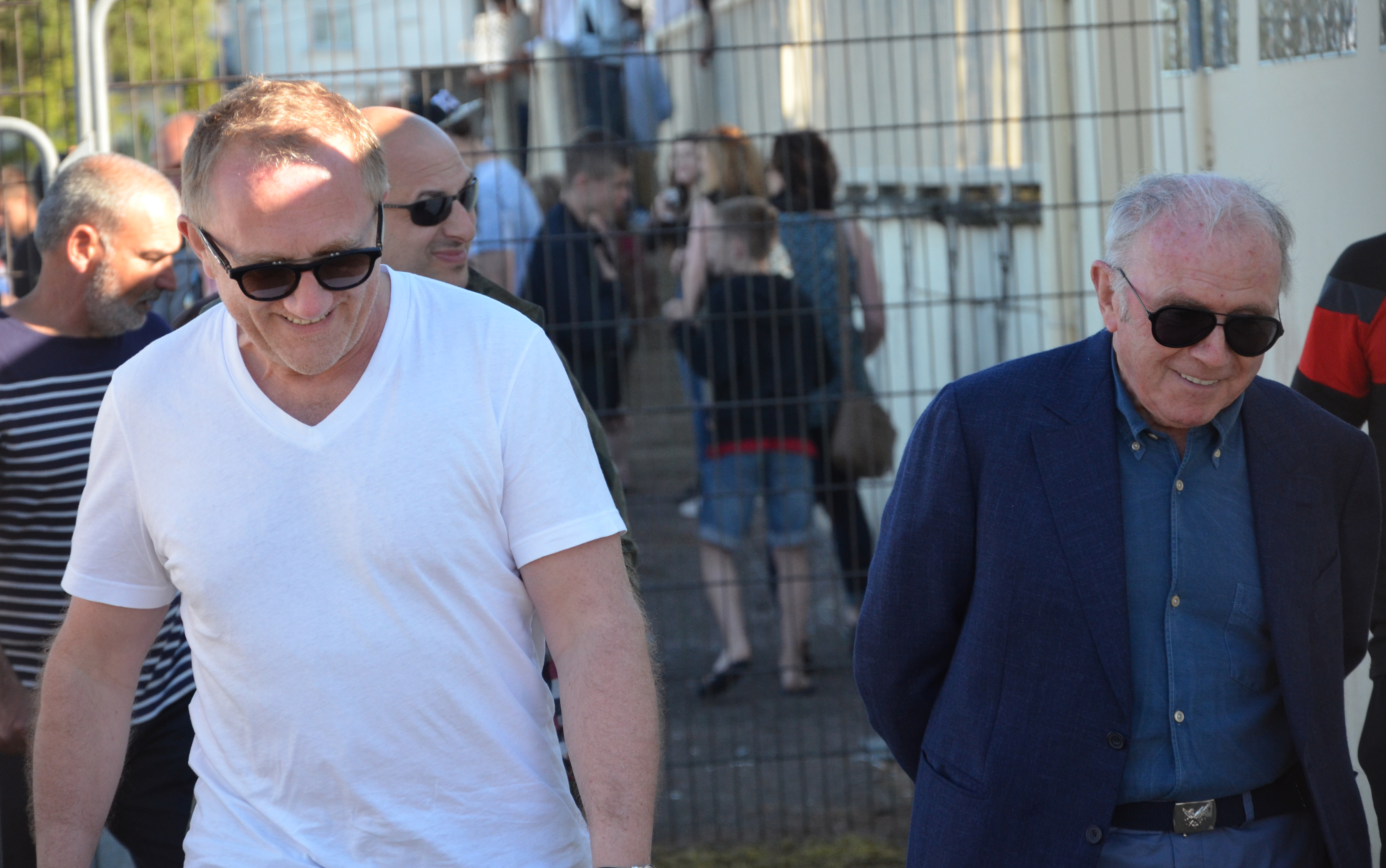
François-Henri Pinault et son père en juillet 2016.

Sous sa direction depuis 2003, la société familiale Artémis (Kering, Château Latour, Christie's, Stade rennais FC, Pinault Collection) consolide ses actifs vinicoles sous la marque Artémis Domaines (qui fusionne avec la maison Henriot en 2022) et poursuit ses investissements dans divers secteurs stratégiques (ex Compagnie du Ponant). En 2016, il s'engage aux côtés de son père dans la transformation de la Bourse de commerce de Paris en musée d'art contemporain en assurant la présidence du conseil d'administration du futur bâtiment culturel,. Il admet cependant être plus timide que son père sur les volumes d'art qu'il collectionne à titre personnel. 
En juin 2017, il lance par Red River West, un fonds d'investissement ciblant le secteur des nouvelles technologies. 
Le 15 avril 2019, le jour de l'incendie de Notre-Dame de Paris, la famille Pinault annonce une donation de 100 millions d'euros, via Artémis, pour participer à la reconstruction de la cathédrale,. 
Le 27 avril 2019, le Stade rennais FC célèbre sa première victoire dans la Coupe de France depuis son acquisition par la famille Pinault en 1998, accédant la saison suivante à la Ligue des champions pour la première fois de son histoire. 
En 2021, il entre au capital du média en ligne Brut, puis, avec Matthieu Pigasse, il participe au lancement de la SPAC I2PO, dotée de 300 millions d'euros et ciblant le secteur du divertissement en Europe,. 
Fin 2023, Artémis devient actionnaire majoritaire de l'agence d'artistes Creative Artists Agency. En juin 2025, il annonce céder la direction générale de Kering à Luca de Meo dès septembre de la même année, mais se maintient à la présidence du groupe.

## Vie privée
François-Henri Pinault est père de quatre enfants : d'un premier mariage avec Dorothée Lepère sont nés François le 22 décembre 1997 et Mathilde le 20 février 2002, ; Augustin James né en 2006 d'une relation avec Linda Evangelista révélée publiquement en 2011 lorsque Linda réclame une pension alimentaire ; Valentina Paloma née en 2007 de sa relation avec l'actrice et productrice mexicaine Salma Hayek qu'il épouse,, le 14 février 2009 à la mairie du 6e arrondissement de Paris,. En août 2018, ils renouvellent leurs vœux de mariage.

## Principales fonctions
- Depuis 2005 : PDG de Kering
- Gérant de Financière Pinault
- Depuis 2003 : Président du conseil d'administration d'Artémis
- Membre du conseil de surveillance de Saint Laurent Paris
- Membre du conseil de gérance de la SC du vignoble Château Latour
- Membre du conseil de Christies International Plc
- Président du conseil d'administration de Sowind Group
- Depuis 2019 : Propriétaire du Stade rennais FC[57]
- 1998 : Fondateur de l'Electronic Business Group[11]
- Président du conseil d'administration de la Bourse de commerce de Paris[36]

## Fortune

### Estimations
Forbes estime la fortune de la famille Pinault à 35,3 milliards d'euros en 2021. Selon le Sunday Times, la fortune cumulée de François-Henri Pinault et de sa femme Salma Hayek atteint 8,68 milliards de livres sterling en 2021. Selon Sportune, la famille Pinault est le plus riche propriétaire au monde d'un club de football (Stade Rennais).
En 2018, sa rémunération est fixée à 5,8 millions d'euros lors de l'assemblée générale du groupe Kering puis atteint 21,8 millions d'euros en raison d'une rémunération variable pluri-annuelle,. En 2019, il perçoit un salaire de 16,6 millions d'euros.

### Immobilier
En 2011, François-Henri Pinault achète à Londres une maison de deux chambres (bâtie en 1868 par l'architecte Philip Webb pour George Price Boyce) pour 20 millions de livres sterling (plus de 23 millions d'euros).

### Résidence fiscale
Il s'installe à Londres en septembre 2014 mais déclare rester résident fiscal français,. Selon le magazine Challenges, il vit à Londres pour faciliter la carrière internationale de sa femme Salma Hayek. En 2015, il déclare toujours payer ses impôts en France.
À partir d'avril 2020, il renonce à 25 % de son salaire fixe, ainsi qu'à l'intégralité de sa rémunération variable,. À partir de 2016, le fisc britannique lui demande de payer ses impôts au Royaume-Uni. Les Britanniques le jugent redevable car il réside principalement à Londres, et les Français le jugent redevable car son activité professionnelle principale est basée en France. Il répartit alors ses fonctions entre les deux pays pour diviser ses impôts. La France refuse cependant cet argument jugé insuffisant et demande des arriérés de paiement sur l'intégralité des impôts dus en France,.

## Controverse fiscale
Selon les informations de Mediapart, le groupe Kering aurait pratiqué une évasion fiscale de 2,5 milliards d'euros d'impôts depuis 2002,, et François-Henri Pinault aurait validé un montage d'évasion fiscale au bénéfice de Marco Bizzarri, PDG de Gucci de 2015 à 2023. En 2019, le groupe écope d'un redressement fiscal de 1,25 milliard d'euros en Italie,.
En 2023, Mediapart publie un enregistrement, datant de 2016, de François-Henri Pinault prouvant qu'il était au courant des pratiques d'évasion fiscale de son groupe en Suisse qui ont continué jusqu'à ce que les justices française et italienne interviennent.

## Distinctions
- 2006 :  Chevalier de la Légion d'honneur
- 2016 : Vanity Fair Hall of Fame[81]
- 2018 : 8e Business Person of The Year par le magazine américain Fortune[82]
- 2018 : Manager de l'année lors des BFM Awards[83]
- 2019 : Parmi les 30 meilleurs CEOs selon Barron's[84]
- 2019 : 3e du classement des 100 meilleurs PDG au monde par Harvard Business Review[85]
- 2020 : Florin d'Or (Fiorino d'Oro, plus haute distinction de la ville de Florence)[86],[87]